# Kenny Golladay
(en) Statistiques sur pro-football-reference
Kenny Golladay, né le 3 novembre 1993 à Chicago, est un joueur professionnel américain de football américain jouant au poste wide receiver en National Football League (NFL). 
Il est actuellement membre de la franchise des Giants de New York après avoir joué pour les Lions de Détroit entre 2017 et 2020. 
Il a joué au niveau universitaire pour les Fighting Hawks de l'université du Dakota du Nord en NCAA Division I FCS puis pour les Huskies de l'université de Northern Illinois en NCAA Division I FBS.

## Biographie

### Jeunesse
Golladay étudie au lycée St. Rita de Cascia (en) de Chicago où il joue au football américain,. Il est sélectionné dans l'équipe type de la Blue Division All-Catholic League au terme de son année senior.

### Carrière universitaire

#### North Dakota
Golladay commence sa carrière universitaire en 2012 chez les Fighting Hawks de l'université du Dakota du Nord en NCAA Division I FCS. Au terme de son année freshman, Golladay totalise 30 réceptions pour un gain cumulé de 429 yards et un touchdown. Il améliore ses statistiques l'année suivante en réalisant 69 réceptions pour un gain cumulé de 884 yards et huit touchdowns.

#### Northern Illinois
Après deux saisons à North Dakota, Golladay est transféré en 2014 chez les Huskies de l'université de Northern Illinois en NCAA Division I FBS. Il ne peut jouer la première année en respect des règles de transfert en NCAA. Lors de son année senior, Golladay totalise 73 réceptions pour un gain cumulé de 1 129 yards et dix touchdowns.
Lors de sa dernière année universitaire en 201, il réussit 87 réceptions pour un gain cumulé de 1 156 yards et huit touchdowns.

### Carrière professionnelle
À la fin des divers camps précédant la draft, Golladay est classé 21e meilleur receveur par NFLDraftScout.com et les experts de la NFL prédisent qu'il sera choisi en quatrième ou cinquième tours de la prochaine draft.
| Taille             | Poids          | Bras          | Main           | Sprint   | Sprint   | Sprint   | Shuttle 20 yards | 3 cones drill | Détente         | Détente        | Développé couché | Test Wonderlic |
| Taille             | Poids          | Bras          | Main           | 40 yards | 10 yards | 20 yards | Shuttle 20 yards | 3 cones drill | verticale       | horizontale    | Développé couché | Test Wonderlic |
| 1,93 m (6 ft 4 in) | 99 kg (218 lb) | 81 cm (32 in) | 25 cm (9 ¾ in) | 4,50 s   | 1,58 s   | 2,64 s   | 4,15 s           | 7 s           | 90 cm (35 ½ in) | 3,05 m (10 ft) | 18 reps          | -              |

#### Lions de Détroit (2017-2020)

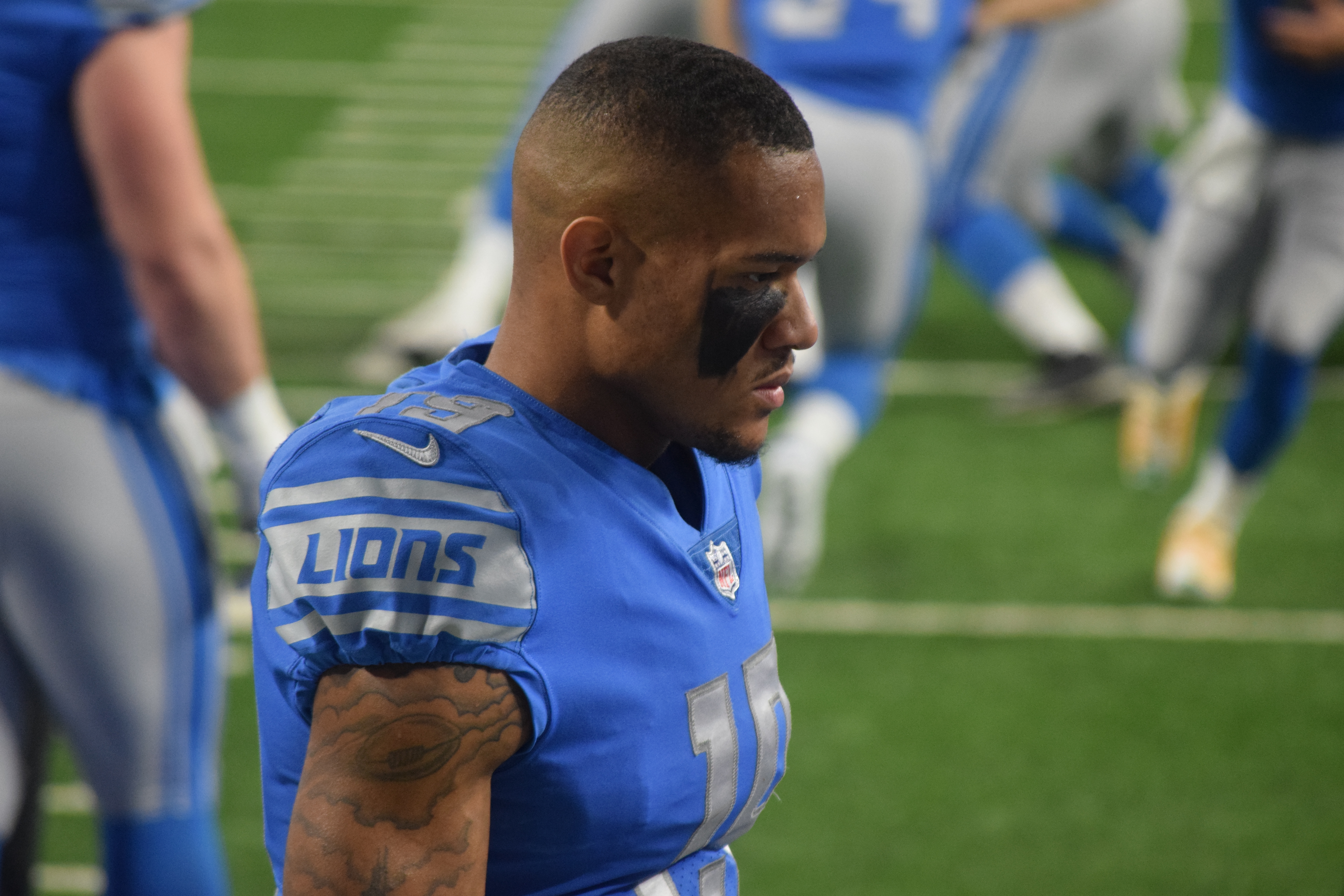
Golladay chez les Lions en 2018.

Il est sélectionné par les Lions de Détroit au troisième tour, en 96e position lors de la draft 2017 de la NFL et le 19 juin 2017, il signe un contrat de quatre ans pour un montant de 3,19 millions de dollars dont une prime à la signature de 718 824 dollars.
Il fait ses débuts professionnels lors du premier match de la saison 2017 joué contre les Cardinals de l'Arizona et y réussit quatre réceptions pour 69 yards et deux touchdowns (victoire 35 à 23). Il rate cinq matchs à la suite d'un ischio-jambier tendu (semaines 3 à 9). Il est désigné titulaire pour la première fois de sa carrière lors du match perdu chez les Ravens de Baltimore où il effectue quatre réceptions pour 44 yards. Golladaytermine la saison 2017 avec 28 réceptions pour un gain cumulé de 477 yards et trois touchdown au cours des 11 matchs joués dont cinq en tant que titulaire. Les Lions terminent deuxièmes de la division NFC North avec un bilan de 9 victoires pour 7 défaites et se séparent de l'entraîneur principal Jim Caldwell en fin de saison.
En 2018, sous les ordres du nouvel entraîneur principal Matt Patricia, Golladay totalise sept réceptions pour un gain de 114 yards lors de la défaite en 1re semaine contre les Jets de New York à l'occasion du Monday Night Football. Il enchaîne en inscrivant un touchdown dans trois des quatre rencontres suivantes,,. Il termine la saison en tant que meilleur receveur de son équipe avec 70 réceptions ppour un gain cumulé de 1063 yards et cinq touchdowns,.
Golladay est également performant en 2019 avec un bilan de 65 réceptions pour un gain de 1 190 yards et 11 touchdowns (meilleur total de la ligue au nombre de touchdown en réception). Cette performance lui vaut une sélection pour le Pro Bowl 2020, la première de sa carrière. 

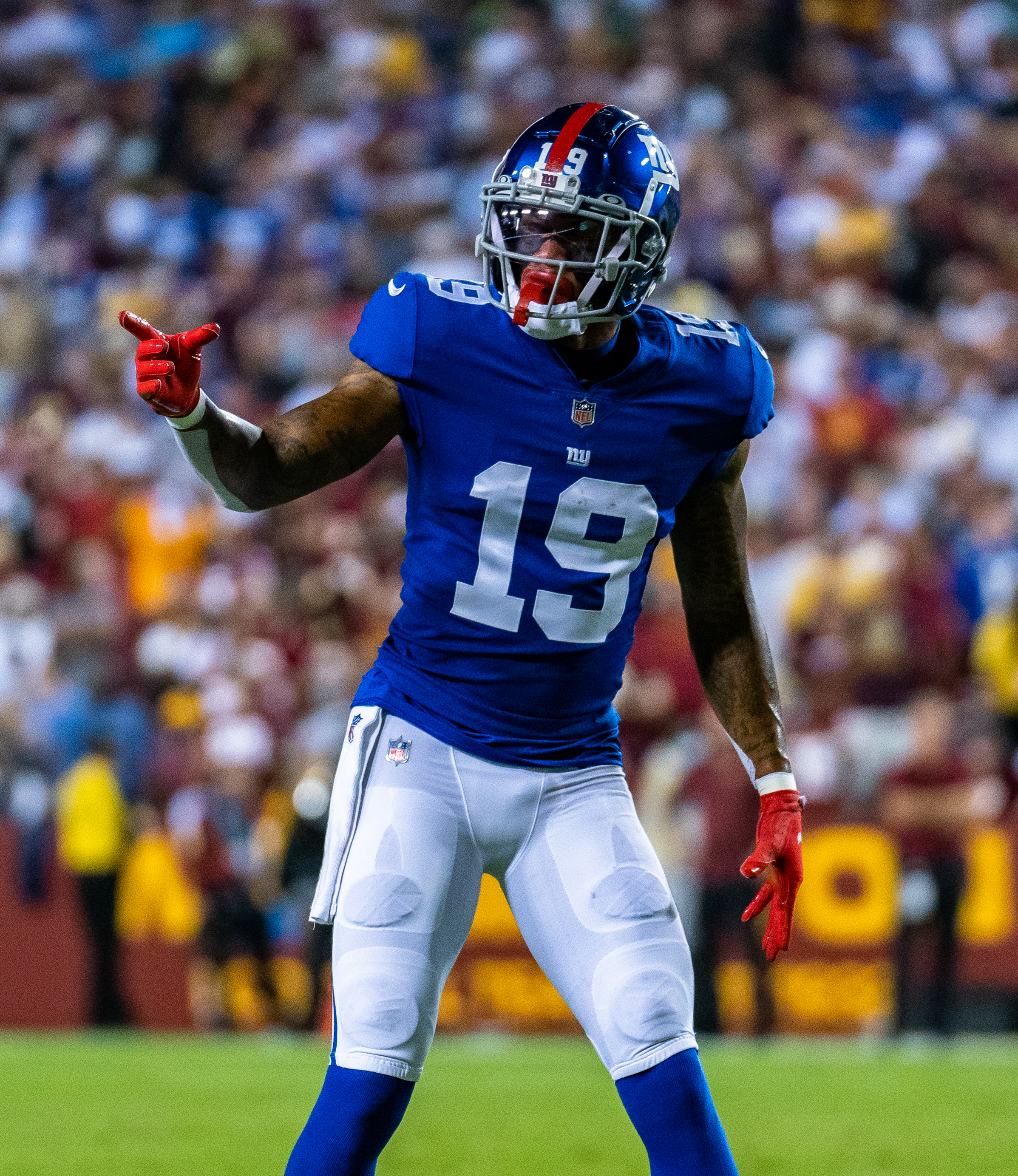
Golladay le 16 septembre 2021 avec les Giants contre la Washington Football Team.

Golladay est placé sur liste des joueurs touchés par la Covid-19 par les Lions le 29 juillet et est réactivé une semaine plus tard.
Il rate les deux premiers matchs de la saison 2020 à la suite d'une blessure à la cuisse. En 3e semaine lors de la victoire 26 à 23 contre les Cardinals, il comptabilise six réceptions pour un gain cumulé de 57 yards et un touchdown. Lors de la victoire en 6e semaine contre les Jaguars, il réussit quatre réceptions pour un gain total de 105 yards. 
La semaine suivante lors de la victoire 23 à 22 contre les Falcons, il comptabilise six réceptions pour un gain de 114 yards.

#### Giants de New York (depuis 2021)
Après quatre saisons avec les Lions, il signe en mars 2021 un contrat de 4 ans pour 72 millions de dollars avec les Giants de New York.
Il termine la saison 2021 avec 37 réceptions pour 521 yards sans touchdown en 14 matchs.

## Statistiques
| Année       | Équipe                           | Statut      | MJ |     | Passes réceptionnées | Passes réceptionnées | Passes réceptionnées | Passes réceptionnées    |                         | Courses                 | Courses                 | Courses | Courses |  | Fumbles | Fumbles |
| Année       | Équipe                           | Statut      | MJ | Nb. | Yards                | Moy.                 | TD                   | Nb.                     | Yards                   | Moy.                    | TD                      | Nb.     | Perdus  |  |         |         |
| 2015        | Fighting Hawks du Dakota du Nord | Fr.         | 10 | 30  | 0429                 | 14,3                 | 01                   | Données non disponibles | Données non disponibles | Données non disponibles | Données non disponibles | -       | -       |  |         |         |
| 2016        | Fighting Hawks du Dakota du Nord | So.         | 11 | 69  | 0884                 | 12,8                 | 08                   | Données non disponibles | Données non disponibles | Données non disponibles | Données non disponibles | -       | -       |  |         |         |
| 2015        | Huskies de Northern Illinois     | Jr.         | 14 | 73  | 1 129                | 15,5                 | 10                   | 09                      | 014                     | 1,6                     | 1                       | 0       | 0       |  |         |         |
| 2016        | Huskies de Northern Illinois     | Sr.         | 12 | 87  | 1 156                | 13,3                 | 08                   | 20                      | 192                     | 9,6                     | 2                       | 0       | 0       |  |         |         |
| Totaux NCAA | Totaux NCAA                      | Totaux NCAA | 26 | 160 | 2 285                | 14,4                 | 18                   | 29                      | 206                     | 7,1                     | 3                       | 0       | 0       |  |         |         |

| Année        | Équipe             | MJ |                 | Passes réceptionnées | Passes réceptionnées | Passes réceptionnées | Passes réceptionnées |                 | Courses         | Courses         | Courses | Courses |  | Fumbles | Fumbles |
| Année        | Équipe             | MJ | Nb.             | Yards                | Moy.                 | TD                   | Nb.                  | Yards           | Moy.            | TD              | Nb.     | Perdus  |  |         |         |
| 2017         | Lions de Détroit   | 11 | 28              | 0477                 | 17,0                 | 03                   | 1                    | 9               | 9               | 0               | 0       | 0       |  |         |         |
| 2018         | Lions de Détroit   | 15 | 70              | 1 063                | 15,2                 | 05                   | 1                    | 8               | 8               | 0               | 1       | 0       |  |         |         |
| 2019         | Lions de Détroit   | 16 | 65              | 1 190                | 18,3                 | 11                   | -                    | -               | -               | -               | 1       | 1       |  |         |         |
| 2020         | Lions de Détroit   | 05 | 20              | 0338                 | 16,9                 | 02                   | -                    | -               | -               | -               | 0       | 0       |  |         |         |
| 2021         | Giants de New York | 14 | 37              | 0521                 | 14,1                 | 0                    | -                    | -               | -               | -               | 0       | 0       |  |         |         |
| 2022         | Giants de New York | ?  | Saison en cours | Saison en cours      | Saison en cours      | Saison en cours      | Saison en cours      | Saison en cours | Saison en cours | Saison en cours | ?       | ?       |  |         |         |
| Totaux Lions | Totaux Lions       | 47 | 183             | 3 068                | 16,8                 | 21                   | 2                    | 17              | 8,5             | 0               | 2       | 1       |  |         |         |
| Totaux NFL   | Totaux NFL         | 61 | 220             | 3 589                | 16,3                 | 21                   | 2                    | 17              | 8,5             | 0               | 2       | 1       |  |         |         |

## Honneurs, récompenses et palmarès
- Dans la NFL :
  - Sélectionné pour le Pro Bowl 2020[1] ;
  - Leader au nombre de touchdowns inscrits en réception en 2019[1].

- Dans la NCAA :
  - Sélectionné dans l'équipe type de la Mid-American Conference en 2016.